# Drim
Drim era un programma televisivo italiano di genere varietà, diretto da Gianni Boncompagni, scritto da Marcello Ciorciolini e Giancarlo Magalli, che fu trasmesso sulla Rai Rete 2, per undici puntate dal 21 dicembre 1980 fino al 1º marzo 1981. 

## Il programma
Era basato sulla comicità di Franco Franchi e Ciccio Ingrassia e Barbara Boncompagni, coadiuvati dai balletti di Oriella Dorella ed Enzo Paolo Turchi, e sulla musica. La sigla finale era  E mi pareva strano, cantata da Franchi e Ingrassia, venne utilizzata anche in uno spot televisivo pubblicitario per le bilama Bic, sempre con i due comici siciliani. La sigla di testa era Con i piedi all'insù e fu registrata presso lo studio Dear1 di Roma; rappresentava una stanza che si capovolgeva (a muoversi era la stanza di 90 gradi e la telecamera era fissata alla scatola/stanza) cantata da Barbara Boncompagni. Il programma era registrato presso lo studio 1 di Via Teulada. Alcune scenette con Ciccio e Franco erano registrate al Dear3 Nomentano.

## Ospiti
- Charles Aznavour;
- La Bionda;
- Leif Garrett;
- Claudio Villa
- Sterling Saint Jacques;
- Matia Bazar;

- Dori Ghezzi;

- Sergio Bruni;

- Sandra Milo;
- Alice;

- Enzo Tortora con il cast di Portobello;

- Roberto Benigni e Renzo Arbore;
- Pippo Baudo;

- Rosanna Vaudetti, Beatrice Cori, Paola Perissi, Roberta Giusti, Anna Maria Gambineri e Vincenzo Buonassisi;

- Riccardo Cocciante;

- Pooh;

- Fabrizio De André;

- Loretta Goggi;